# Parti social allemand de la réforme
Le Parti social allemand de la réforme, en allemand Deutschsoziale Reformpartei (DSRP), est un parti politique issu de l'Empire allemand, issu de l'union du Parti social allemand et du Parti allemand de la réforme.

## Histoire
Après le succès des partis antisémites aux élections législatives allemandes de 1893, au cours desquelles ils remportent 16 sièges, leurs dirigeants cherchent à former un parti et un groupe parlementaire communs. Lors de la conférence du parti à Eisenach le 7 octobre 1894, le Parti social allemand et le Parti allemand de la réforme fusionnent pour former le Parti de la réforme sociale allemande.
Lors d'une conférence du parti à Erfurt les 20 et 21 octobre 1895, un programme de parti est décidé, selon lequel le DSRP soutiendra sur le nationalisme allemand, le monarchisme et la chrétienté et combattre l'influence croissante du judaïsme dans l'économie et la politique.
La fusion ne conduit pas à une normalisation organisationnelle et programmatique, mais sert plutôt à garantir le statut de groupe parlementaire des antisémites au Reichstag. Otto Böckel et Hermann Ahlwardt (de) sont exclus du parti et de groupe parlementaire en raison de leur radicalisme  et de leur anticonservatisme ; ils tenteront en vain de fonder un Parti populaire antisémite (Antisemitische Volkspartei). Au sein du parti, cependant, il existe une scission entre l'aile socialiste allemande dirigée par Max Liebermann von Sonnenberg et les « réformateurs » d'Oswald Zimmermann.
Alors que les socialistes allemands préconisent des liens étroits avec le Parti conservateur allemand, la Fédération des agriculteurs, l'Association nationale allemande des employés du commerce (de) et du Alldeutscher Verband dans le cadre d'une politique de coalition conservatrice-nationaliste ("Cartel allemand"), les « réformateurs » plaident pour l'indépendance. Alors que les socialistes allemands viennent du monde rural, les « réformateurs » représentent la classe moyenne. Le comportement électoral du groupe antisémite est donc incohérent.
Le dénominateur commun des différentes directions est la question juive. Contrairement au Parti chrétien-social d'Adolf Stoecker, le DSRP s'engage ouvertement dans l'antisémitisme racial et appelle au retrait ou au moins à une restriction drastique de l'émancipation des Juifs. L'objectif déclaré est de soumettre les Juifs à la loi sur l'immigration ; cependant, le programme du congrès du parti à Hambourg en 1899 envisage également le déplacement ou, pour la première fois dans l'histoire, même l'anéantissement.
Le DSRP a ses bastions au grand-duché de Hesse, dans la province de Hesse-Nassau et dans le royaume de Saxe, où il remporte la majorité de ses mandats au Reichstag et a aussi des parlementaires locaux et des conseillers municipaux. Sinon, le DSRP n'a que des partisans et des électeurs importants à Hambourg, au Schleswig-Holstein, au Brandebourg et en Poméranie. Le parti est à peine actif dans le sud de l'Allemagne et ne peut pas s'implanter dans les régions catholiques et dans les grandes villes (à l'exception de Hambourg, Dresde, Chemnitz et Leipzig). Le nombre de membres du DSRP est sans doute inférieur à 10 000. Il a plusieurs journaux : Deutsche Wacht (Dresde), Staatsbürgerzeitung (Berlin), Deutsches Blatt (Hambourg). Le mensuel Deutschsoziale Blätter (Leipzig) forme une sorte d'organe.
Après les élections législatives allemandes de 1898, qui sont perçues comme une défaite, les dissensions augmentent. Liebermann von Sonnenberg tente de prendre le contrôle de l'ensemble du parti en fusionnant la direction du groupe parlementaire et du parti. Au congrès du parti à Magdebourg en septembre 1900, les délégués expriment leur méfiance. Liebermann von Sonnenberg part alors avec quelques partisans et fonde le Parti social allemand. Le Parti de la réforme sociale allemande, dirigé par Zimmermann, décide lors de sa conférence de parti en octobre 1903 de redevenir le Parti allemand de la réforme.

## Élections législatives allemandes de 1898
Lors des élections législatives allemandes de 1898, le Parti de la réforme sociale allemande a les députés suivants :
- Circonscription de Flensbourg (de) – Apenrade (de) : Friedrich Raab (de)
- Circonscription de Rinteln (de)–Hofgeismar : Georg Wilhelm Vielhaben (de)
- Circonscription de Fritzlar (de)–Homberg (de)–Ziegenhain : Max Liebermann von Sonnenberg
- Circonscription de Hersfeld (de) – Hünfeld : Ludwig Werner
- Circonscription de Bautzen : Heinrich Gräfe
- Circonscription de Meissen – Großenhain : Gustav Gäbel (de)
- Circonscription de Pirna : Carl Friedrich Lotze (de)
- Circonscription de Giessen – Grünberg (de) : Philipp Köhler
- Circonscription de Lauterbach (de), Alsfeld (de) : Friedrich Bindewald (de)
- Circonscription de Waldeck-Pyrmont : Julius Conrad Müller (de)